# St. Jørgens Hospital
Das St. Jørgens Hospital (St.-Georgs-Hospital) war eine mittelalterliche Stiftung in der Stadt Bergen in Norwegen, wurde bis in die Mitte des 20. Jahrhunderts als Leprosorium genutzt und beherbergt heute das Lepramuseum.

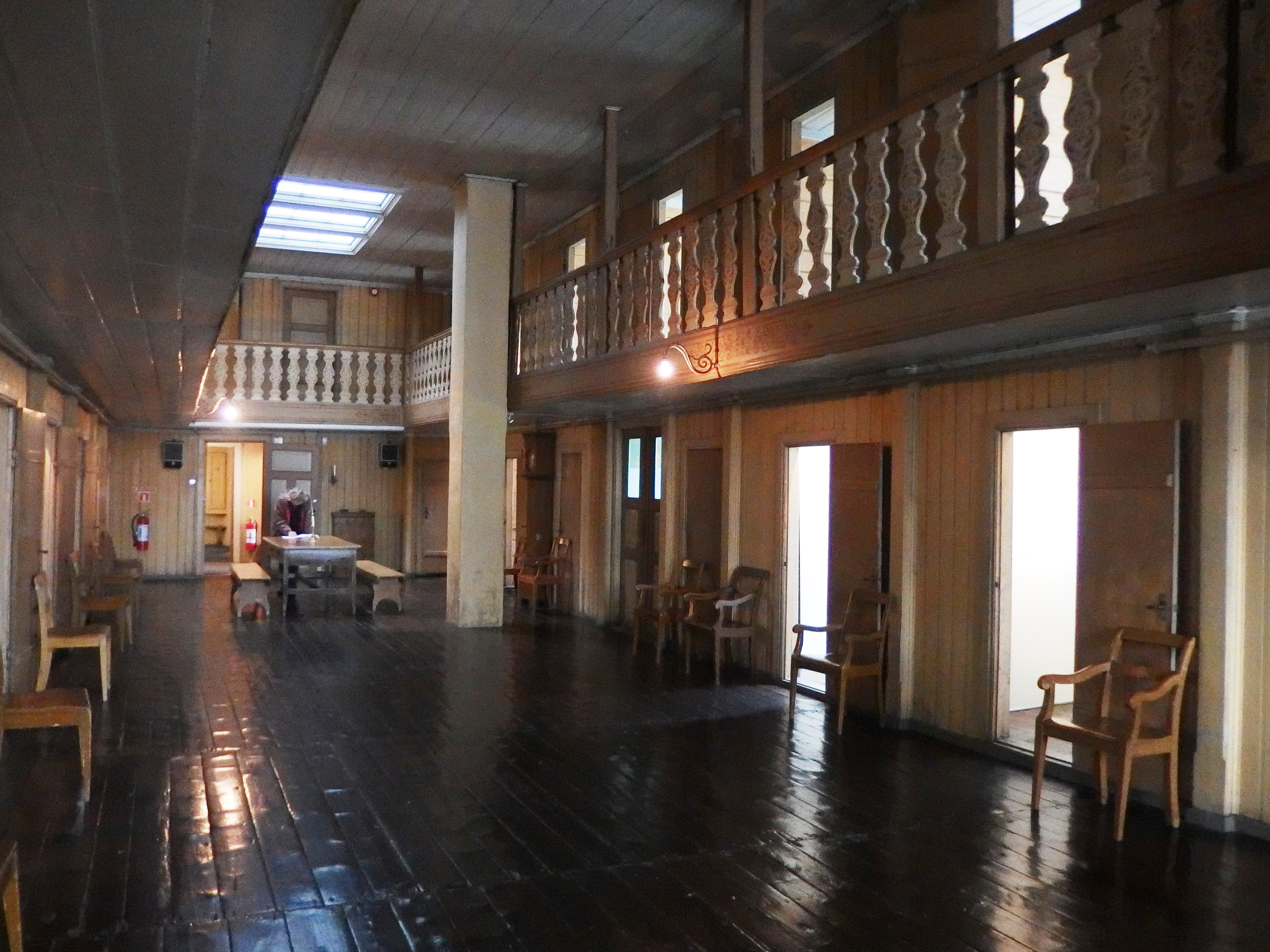
Diele des Hauptgebäudes

## Geografische Lage
Das St. Jørgens Hospital befindet sich heute im Zentrum von Bergen, in der Kong Oscars gate, nur etwa 100 m nördlich des Bahnhofs. In der historischen Topografie der Stadt lag es bis zum Ende des 19. Jahrhunderts am Rand von Bergen, umgeben von offenen Feldern, die größtenteils der Stiftung gehörten, die das Hospital finanzierte. Die Wiese im Nordwesten der Anlage ist heute eine parkähnliche, öffentliche Grünanlage, auf der in den 1980er Jahren ein Kindergarten errichtet wurde. Die Wiese im Süden ist heute ein Garten, der zum Lepra-Museum gehört. Beide Wiesen sind teilweise durch alte Steinmauern begrenzt. Das Hospital besteht aus insgesamt neun Holzgebäuden, die um einen gepflasterten Innenhof von etwa 25 m Seitenlänge angeordnet sind.

## Geschichte

### Mittelalter und frühe Neuzeit

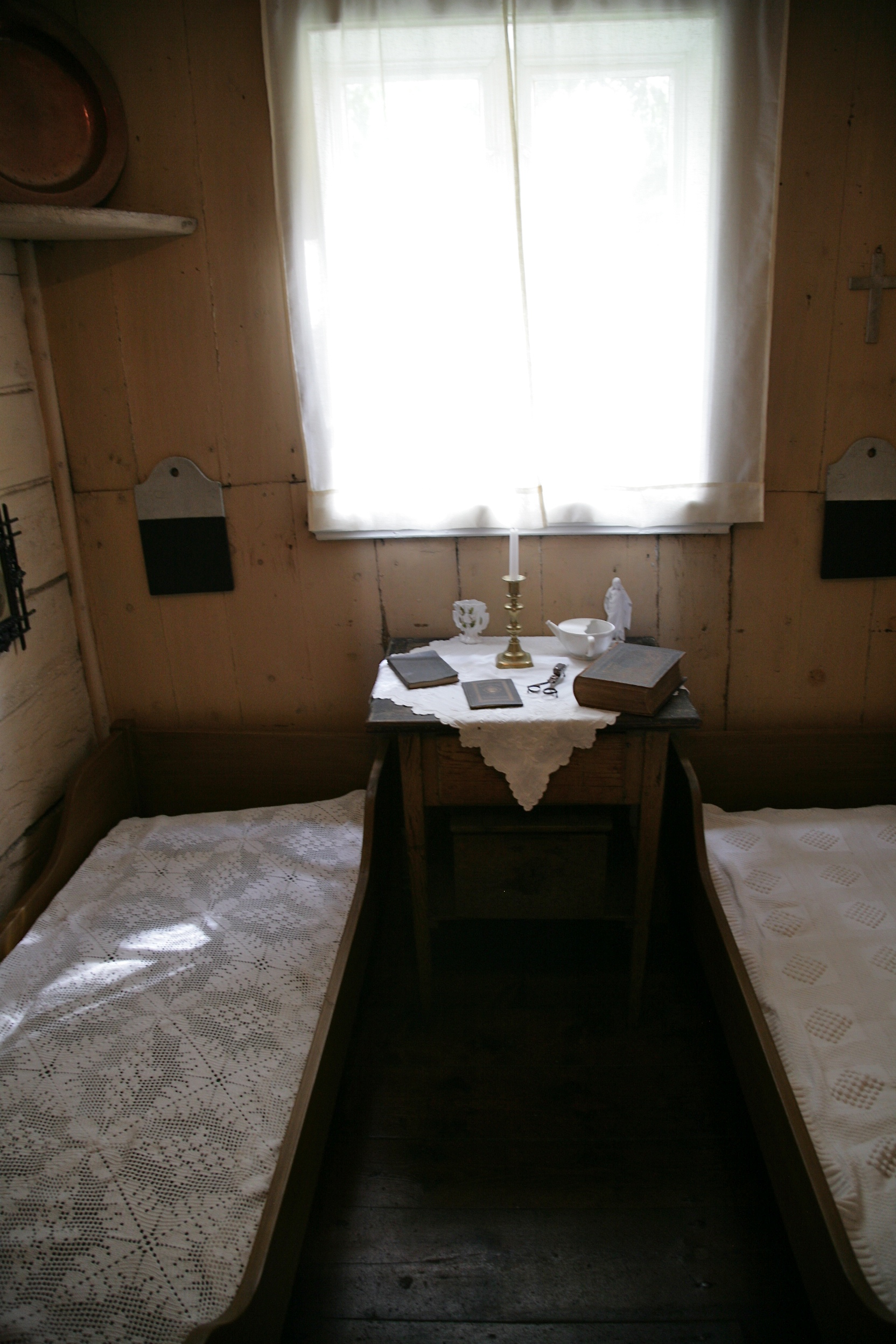
Schlafraum

Das St. Jørgens Hospital ist eine der ältesten Stiftungen in Norwegen und eines der ältesten Hospitäler in Skandinavien. 1411 nahm es seinen Betrieb auf. Es handelte sich bei dem Hospital damals um die in europäischen Städten übliche Einrichtung, die sowohl kranke als auch altersbedingt nicht mehr selbständig lebende Menschen ohne Familie versorgte.
Die älteste Erwähnung eines Arztes mit Universitätsausbildung stammt aus den 1590er Jahren, seit 1588 gab es in Bergen eine Apotheke. 1603 wurde Villads Adamssøn zum städtischen „Physikus“ („Amtsarzt“) ernannt. Eine seiner Aufgaben bestand darin, das Leprahospital zu leiten. Zeitweise beherbergte das Hospital bis zu 150 Erkrankte.
Bevor Leprakranke in das Hospital eingewiesen wurden, nahmen sie in einem Beerdigungsgottesdienst Abschied von ihren Familien. Ehepartner galten danach als Witwer und Witwen. Dass die Lepra sich vor allem in Westnorwegen so lange halten konnte, wird auf die Lebensbedingungen armer Fischer und Bauern zurückgeführt, die vor allem aus den Regionen Hordaland und Sogn og Fjordane kamen. Sie litten an Eiweißmangel. Statt gefangene Fische selbst zu essen, verkauften sie den gesamten Fang. Frost, Kälte und schlechte Ernährung begünstigten die Infektion.
Ende des 17. Jahrhunderts waren Norwegen und Island die einzigen Länder Westeuropas, die in großem Umfang von Lepra betroffen waren. In Westeuropa war die Krankheit schon im 15. Jahrhundert verschwunden.

### Neuzeit
Bis ins späte 19. Jahrhundert kannte allerdings niemand die Ursachen von Lepra. Ab etwa 1830 erlebte Westnorwegen einen starken Anstieg der Zahl der Erkrankten und die norwegische Regierung begann mit dem Kampf dagegen. Bergen wurde zur „Lepra-Hauptstadt“ Norwegens. Das Lepra-Hospital St.-Jørgen spielte dabei eine maßgebliche Rolle. Bergen hatte damals die höchste Konzentration von Leprakranken in Europa.
Daniel Cornelius Danielssen (1815–1894) war seit 1839 Arzt im St. Jørgens Hospital, veröffentlichte 1847 die erste wissenschaftliche Beschreibung der Lepra und entwickelte die Klassifizierung ihrer beiden Haupttypen. Sein Schüler Gerhard Armauer Hansen (1841–1912) entdeckte 1869 das Mycobacterium leprae und wies nach, dass Mikroorganismen Infektionskrankheiten hervorrufen.
1849 wurden die zahlreichen Patienten auch im Lungegaardens-Krankenhaus behandelt, ab 1857 in der neu errichteten Pflegestiftung für Leprakranke Nr. 1 (Pleiestiftelsen for spedalske nr. 1). Insgesamt gab es damals drei Krankenhäusern für Leprakranke in Bergen. Zwischen 1856 und 1870 wurden jährlich etwa 1000 Leprafälle registriert. In manchen Regionen waren bis zu 3 % der Bevölkerung infiziert. Zwischen 1870 und 1900 ging die Zahl auf durchschnittlich 89 Erkrankungen pro Jahr zurück. 1946 verstarben die letzten zwei Lepra-Patientinnen im St. Jørgens Hospital, zwei Frauen aus Fjell und Eivindvik, die dort seit dem Ende des 19. Jahrhunderts gelebt hatten.

## Gebäude
Die neun heute denkmalgeschützten Gebäude entstanden im Wiederaufbau nach dem Stadtbrand von 1702. Sie sind eine der am besten erhaltenen historischen Hospitalanlagen Europas. Denkmalpflegerisch problematisch ist, dass sie auf instabilem Untergrund stehen und so dauernd Gebäudeschäden auftreten.
Die Anlage ist ein Kulturdenkmal und als solches beim Riksantikvaren (norwegische Denkmalschutzbehörde) erfasst.

### Hospitalgebäude

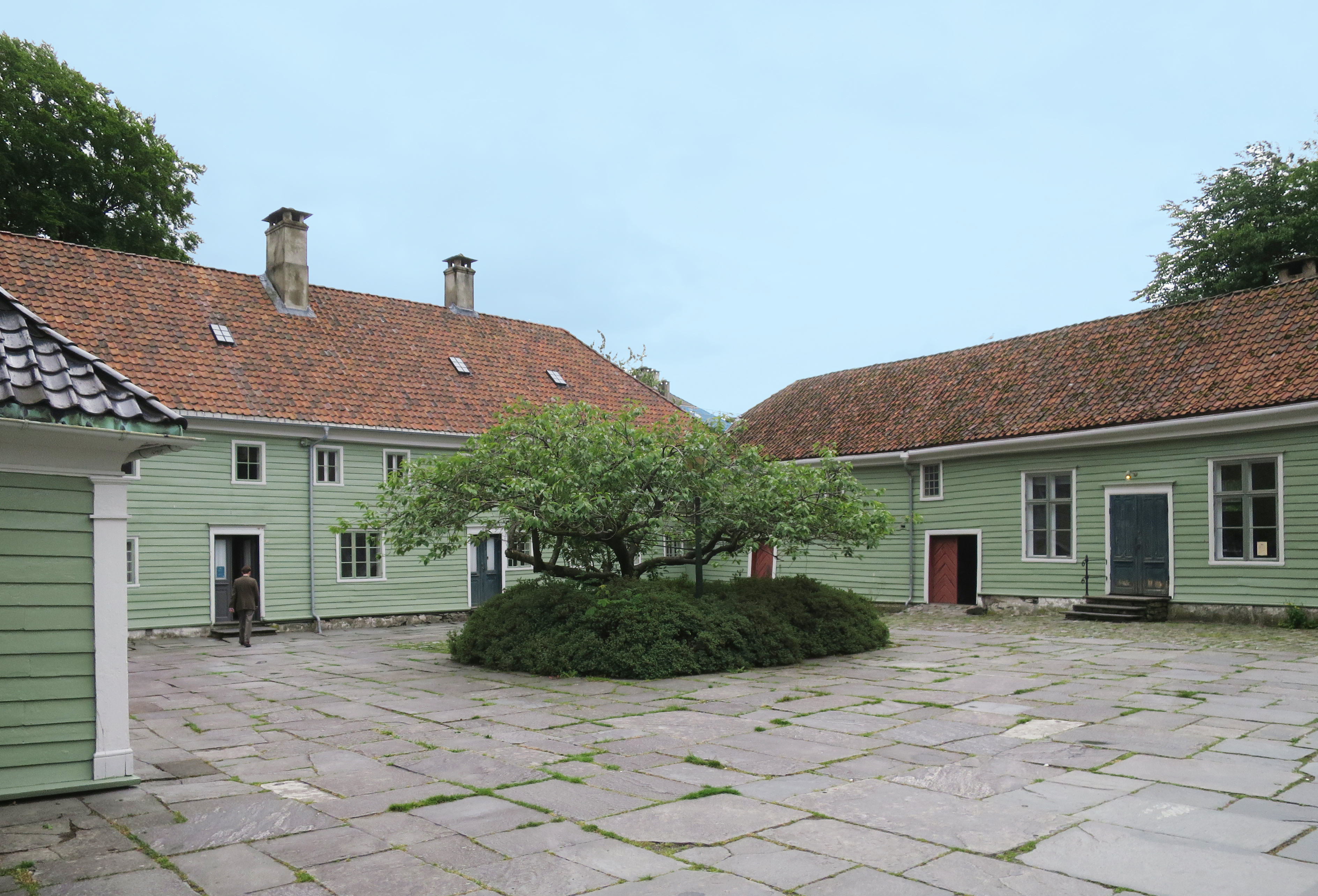
Hauptgebäude (links)

Das Wohngebäude des Hospitals stammt von 1754. Es ist ein zweistöckiges, langgestrecktes, überwiegend hölzernes Gebäude. In der Mitte des Erdgeschosses befindet sich eine zentrale Diele, deren Luftraum über beide Stockwerke reicht. Entlang deren beiden Seiten reihen sich kleine Zimmer, ebenso im Obergeschoss, in dem diese über eine Galerie zugänglich sind. In jedem der nur knapp 4 m² großen Räume schliefen bis zu drei Personen. Leprakranke wohnten am nordöstlichen Ende des Hauptgebäudes, die Nicht-Leprakranke am Südwest-Ende.

### Kirche

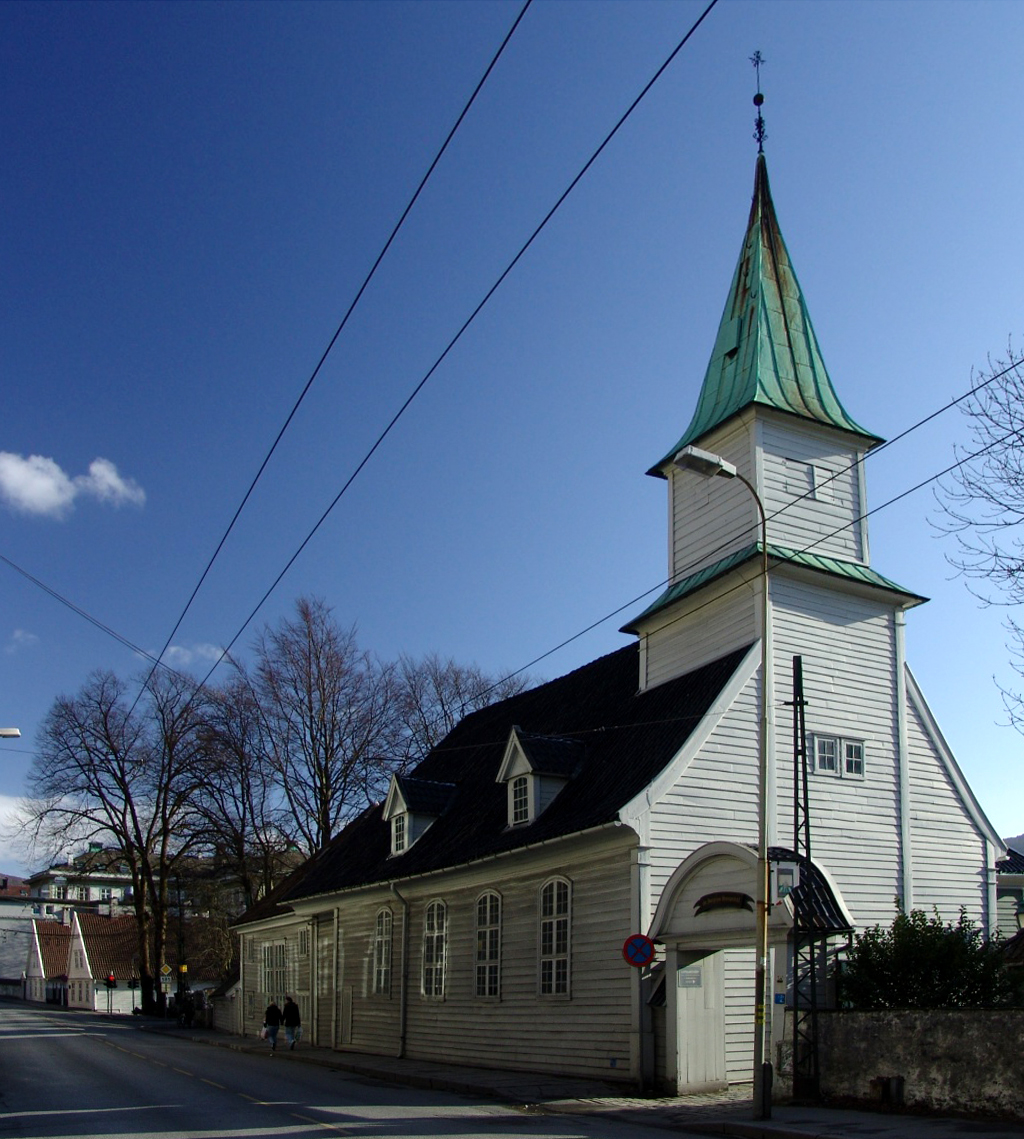
Hospitalkirche St. Joergens und Eingang zum Museum

Zum Hospital gehört die St. Jørgen-Kirche, die dem Heiligen Georg (Jørg), dem Schutzpatron der Leprakranken, geweiht war und wohl zusammen mit dem Hospital gegründet wurde. Im Westen befindet sich der Turm, im Osten der nur wenig eingezogene Chor. Im Süden erweitert sich das Kirchenschiff um einen Anbau, der dem Gebäude insgesamt einen T-förmigen Grundriss gibt.
Die Kirche verfügte lange Zeit über keinen eigenen Pfarrer. Im Jahr 1567 war noch der Dompfarrer für Bestattungen auf dem Spitalfriedhof zuständig. 1572 erhielt ein älterer Pfarrer, Gustaff Olsen, die Zusage zur Aufnahme in das Hospital und er sagte im Gegenzug dafür die seelsorgerische Betreuung der Bewohner zu. Das Kloster Halsnøy hatte Messkleidung und einen Altarkelch gespendet.
Das erste Kirchengebäude und das Hospital brannten 1640 ab, das nachfolgende Kirchengebäude wurde im großen Stadtbrand von 1702 zerstört. 1707 wurde die Nachfolgerin geweiht, musste aber anschließend mehrfach repariert werden. Die Kirche ist überwiegend ein Holzbauwerk. Ihr heutiges Aussehen erhielt sie während eines großen Umbaus in den Jahren 1789/90, wobei einige Elemente des Baus von 1707 jedoch erhalten blieben. 1707 bestanden die Außenwände aus Teerholz. 1749 wurden sie verbrettert und außen rot gestrichen und noch vor 1810 wurde die Kirche weiß gestrichen.
1814 trat in der Kirche eine Bürgerversammlung zusammen, die den Vertreter Bergens für die verfassungsgebende Versammlung in Eidsvoll wählte. Es war eine der ersten „modernen“ Wahlhandlungen in Norwegen.
Von 1747 bis 1886 war die Hospitalkirche zugleich die Pfarrkirche der Gemeinde Årstad. Als damals erkannt wurde, dass Lepra ansteckend ist, wurde das jedoch aufgegeben.
1936/37 und 1991 wurde das Gebäude jeweils umfassend renoviert, weil tragende Holzteile ausgetauscht werden mussten. Heute wird die Kirche nur noch für Sonder- und Fremdsprachengottesdienste genutzt, so von der englischsprachigen St. Edmunds-Gemeinde und von der schwedischsprachigen Margareta-Gemeinde.
Das Kircheninnere ist im Wesentlichen noch so gestaltet, wie es gegen Ende des 18. Jahrhunderts aussah. Die glatt behauenen Holzwände sind ungestrichen, nachdem 1937 die früher gelbe Farbe entfernt wurde, während die Decken weiß sind. Die geschlossenen Kirchenbänke stammen vermutlich noch von 1789, auch die Empore entstand in dieser Zeit. Die Kirche erhielt erst 1832 eine Orgel, die drei Jahre später durch ein anderes Instrument ersetzt und 1868 erneut ersetzt wurde. Letztere wurde 1937 umgebaut, modernisiert und verfügt über einen Spieltisch auf der Galerie, während das übrige Instrument in den Turm eingebaut ist.

### Nebengebäude
Scheunen und Ställe und Schuppen umgeben den Innenhof. Südöstlich des Hauptgebäudes befinden sich das „Friskestuen“ aus dem Jahr 1745 (ursprünglich für Nicht-Leprakranke) und andere kleinere Nebengebäude. Im Westen und Norden liegen die Zugänge.

## Lepramuseum
Das Museum wurde 1970 eröffnet. Es wurde Teil der 1972 gegründeten „Medical History Collections“, die von der Universität Bergen verwaltet werden, und ist Norwegens einziges medizinhistorisches Museum. 1992 wurde das Museum vom norwegischen Kulturrat (Norsk kulturråd) als nationales Zentrum für die Dokumentation, die medizinhistorische Sammlung und als Forschungszentrum zur Lepra ausgewiesen. Betrieben wird das Museum seit 2005 durch das Stadtmuseum Bergen (Bymuseet i Bergen). Es präsentiert seine Ausstellung im historischen Hospital und ermöglicht es, die historische Anlage zu besichtigen.
Das Museum zeigt die Geschichte der Lepra in Norwegen, einschließlich der sozialen Folgen für die Erkrankten. Neben der frühneuzeitlichen Einrichtung des historischen St. Jørgens Hospital stellt das Museum die wissenschaftliche Erforschung der Krankheit im 19. Jahrhundert dar, insbesondere die Arbeit von Armauer Hansen, der den Erreger 1873 entdeckte.
Das Archiv des St. Jørgens Hospital, das Dokumente aus der Zeit seit dem 17. Jahrhundert aufbewahrt, ist Teil des Lepra-Archivs Bergen, das zum UNESCO Memory of the World gehört.

## Wissenswert
Eine ähnliche, museal erhaltene Anlage ist das Heiligen-Geist-Hospital in Lübeck.
Auch in Münster in Westfalen gibt es ein Lepramuseum.